# Espineta de Nova Guinea
L'espineta de Nova Guinea (Aethomyias papuensis) és una espècie d'ocell de la família dels acantízids (Acanthizidae) que habita la selva humida de les muntanyes del centre i est de Nova Guinea, a excepció del Vogelkop.